# Curtonotum coriaceum
Curtonotum coriaceum är en tvåvingeart som först beskrevs av Friedrich Georg Hendel 1932.  Curtonotum coriaceum ingår i släktet Curtonotum och familjen Curtonotidae.
Artens utbredningsområde är Bolivia. Inga underarter finns listade i Catalogue of Life.